# Česko-jihokorejské vztahy
Česko-jihokorejské vztahy jsou zahraniční vztahy mezi Českou republikou a Jižní Koreou. Po rozdělení Československa v roce 1993 Jižní Korea formálně uznala Českou a Slovenskou republiku jako samostatné suverénní státy a s oběma státy navázalo v lednu 1993 diplomatické styky.

## Historie

### Československo

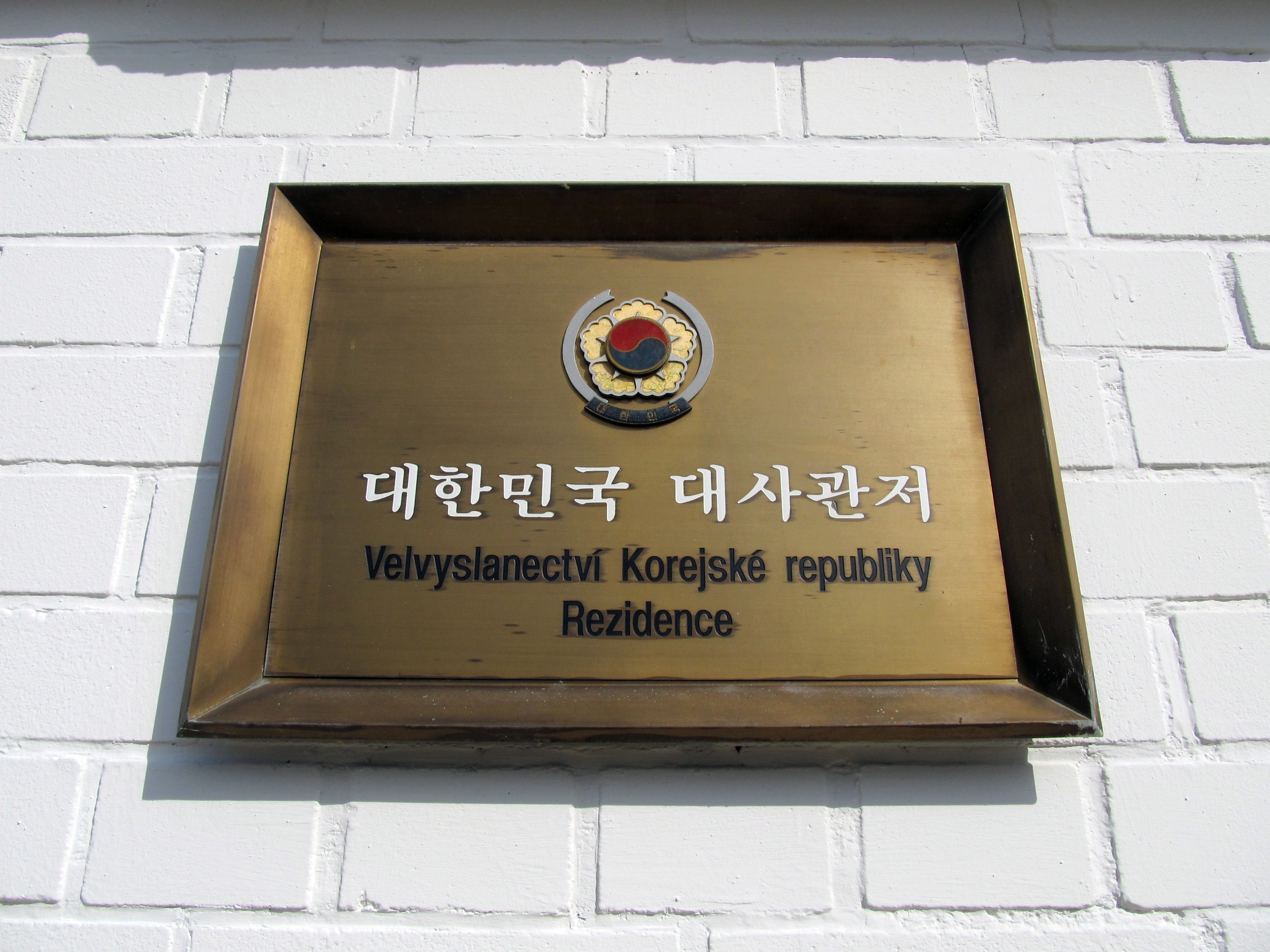
Štítek Velvyslanectví Korejské republiky v Praze v tzv. Schückově vile v pražské Troji

Po rozdělení Koreje na Jižní a Severní Koreu 15. srpna 1948 byl již v Československu od února 1948 u moci komunistický režim, který, na základě své nové plné politické orientace na Sovětský svaz, naopak politicky, a po začátku korejské války roku 1950 taktéž vojensky, podporoval komunistickou Severní Koreu. V rámci války na severokorejské straně mj. od roku 1952 působila československá vojenská a zdravotnická mise, která tak dopomáhala k severokorejskému válečnému úsilí. Diplomatický styk mezi oběma zeměmi v dalších desetiletích prakticky neexistoval.
Zahraniční vztahy mezi Československem a Jižní Koreou byly navázány 22. března 1990. Na tento proces bylo navázáno také po rozpadu Československa v roce 1993.

### Česká republika
V listopadu 2018 jihokorejský prezident Mun Če-in slíbil rozšíření bilaterální spolupráce s Českou republikou. Mun a český premiér Andrej Babiš se při návštěvě Prahy, na cestě na summit G20, dohodli, že budou usilovat o posílení spolupráce v různých nových sektorech, včetně umělé inteligence.
V listopadu 2020 se jihokorejská firma KHNP, mj. spolu s ruskou státní firmou Rosatom, ucházela o výstavbu Jaderné elektrárny Dukovany v hodnotě 6,74 miliardy dolarů, jejíž zahájení je naplánováno na rok 2029 a dokončení projektu se předpokládá v roce 2036. Generální ředitel české energetické společnosti ČEZ Daniel Beneš uvedl, že vítěz bude vybrán do konce roku 2022. 17. července 2024 vláda premiéra Petra Fialy rozhodla o udělení zakázky na stavbu dvou nových jaderných bloků v Dukovanech v hodnotě 400 miliard korun firmě KHNP. První reaktor by se měl začít stavět v roce 2029 a jít do provozu v roce 2036.
Zuzana Štichová, šéfka odboru pro veřejné záležitosti českého ministerstva zahraničí, vznesla otázky ohledně jihokorejského zákona proti letákům proti Pchjongjangu, který prošel v prosinci 2020. Předpokládala, že dojde k vnitrounijní diskusi o opatřeních vůči politice Soulu v blízké budoucnosti, která bymohla zahrnovat také Českou republiku.

## Migrace
K roku 2018 bylo v Česku evidováno 2 673 občanů Jižní Koreje s povolením k trvalému pobytu.

## Obchod a ekonomika

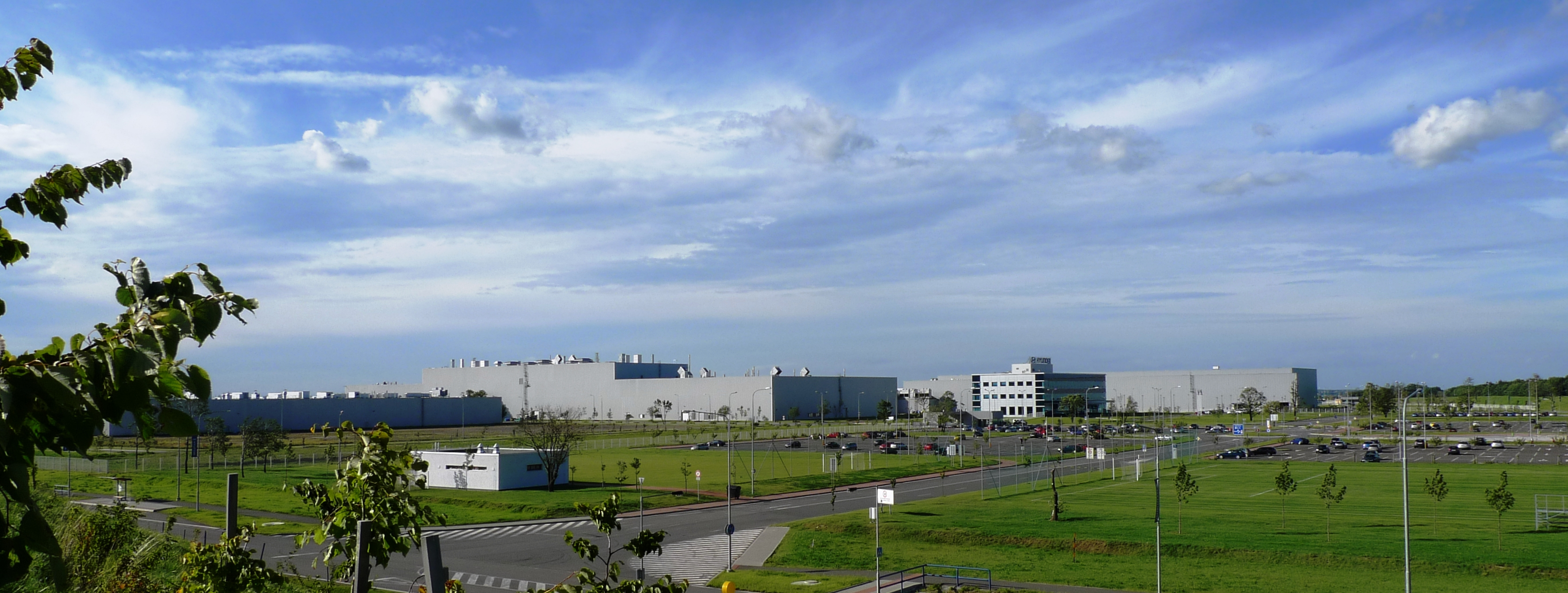
Hyundai Motor Manufacturing Czech v Nošovicích, významná jihokorejská investice v Česku

Jižní Korea byla v roce 2015 třetím největším obchodním partnerem České republiky mimo státy Evropské unie. Oba státy podepsaly v roce 2015 smlouvu o strategickém partnerství, s cílem českého premiéra Bohuslava Sobotky rozšířit obchodní vazby mimo oblast výroby automobilů, tedy též do sektorů obrany, infrastruktury, jaderné energetiky a také železniční dopravy. V roce 2018 se vzájemný obchod mezi oběma zeměmi přiblížil 3 miliardám dolarů.
Pokud jde o cestovní ruch, občané Jižní Koreje bylo v roce 2019 osmými nejčastějším návštěvníky České republiky s číslem 416 000 cestujících osob, po číslech 417 000 v roce 2017 a 325 000 v roce 2016. Česká republika v roce 2019 zavedla program automatického imigračního odbavení pro Jihokorejce; v důsledku toho je Jižní Korea jedinou zemí mimo Evropskou unii, jejíž státní příslušníci mají v Česku nárok na tento zrychlený systém odbavení.

## Diplomatické mise
- Česká republika má velvyslanectví v Soulu.
- Jižní Korea má velvyslanectví v Praze.